# Zatmění Slunce 21. srpna 2017

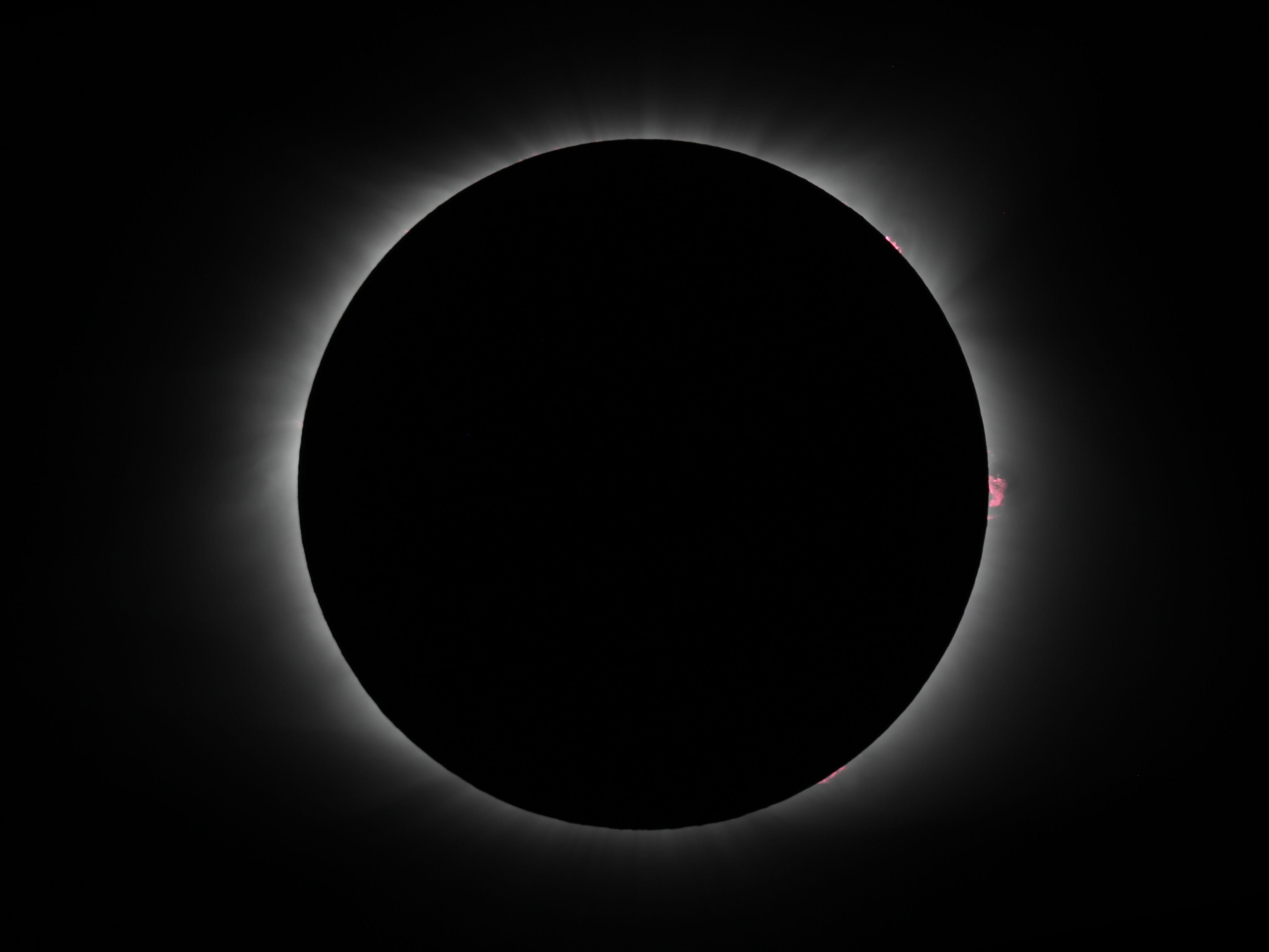
Úplné zatmění Slunce pozorované 21. srpna 2017 v Jižní Karolíně

Průběh zatmění Slunce 21. srpna 2017

Zatmění Slunce 21. srpna 2017 bylo první úplné zatmění Slunce pozorovatelné od 8. června 1918 v kontinentálních Spojených státech amerických. Stín Měsíce se zemského povrchu dotkl v 15:46 UTC. Pás totality se vytvořil v 16:48 UTC v severovýchodním Tichém oceánu a pokračoval jihovýchodním směrem přes USA (Oregon, Idaho, Montanu, Wyoming, Nebrasku, Kansas, Iowu, Missouri, Illinois, Kentucky, Tennessee, Georgii, Severní Karolínu a Jižní Karolínu), přičemž u města Carbondale v Illinois nastalo v 18:26 UTC maximální zatmění o délce 2 minut a 40 sekund. Pás totality dále pokračoval do západního Atlantského oceánu, kde skončil ve 20:01 UTC.